# Heinrich Bauser

Heinrich Bauser mit seinem Sohn Hermann (* 1896)

Heinrich Bauser mit Ehefrau (1903)

Heinrich Bauser (* 4. Juli 1858 in Neustadt im Schwarzwald; † 18. Dezember 1942 in Karlsruhe) war ein deutscher Bildhauer.

## Leben
Bauser war der Sohn des Sparkassendirektors und Bürgermeisters Johann Bauser († 1899) und dessen Ehefrau Magdalena Hug. Er trat am 13. Oktober 1884 in die Akademie der Bildenden Künste München ein, wo er die Bildhauerei studierte. Von 1886 bis 1892 setzte er seine Ausbildung bei Hermann Volz an der Akademie in Karlsruhe fort. Von 1894 bis 1920 war er an der TH Karlsruhe als Fachlehrer für Tonmodellieren tätig, bevor er von 1920 bis 1922 einen Lehrauftrag für Modellieren an der Akademie annahm, die inzwischen zur Badischen Landeskunstschule geworden war.
1899 war er Mitglied der Karlsruher Kunstgenossenschaft und damit ebenso der Allgemeinen Deutschen Kunstgenossenschaft.
Der katholische Bauser heiratete am 16. August 1895 in Bonn die evangelische Amalie Wilhelmine Vogel (* 17. Februar 1868 in Heidelberg). Seine zweite, ebenfalls evangelische Ehefrau Luise Margareta Rosa Henriette Mejer (* 27. September 1871) heiratete er am 23. Mai 1903 im badischen Mahlberg.

## Werk

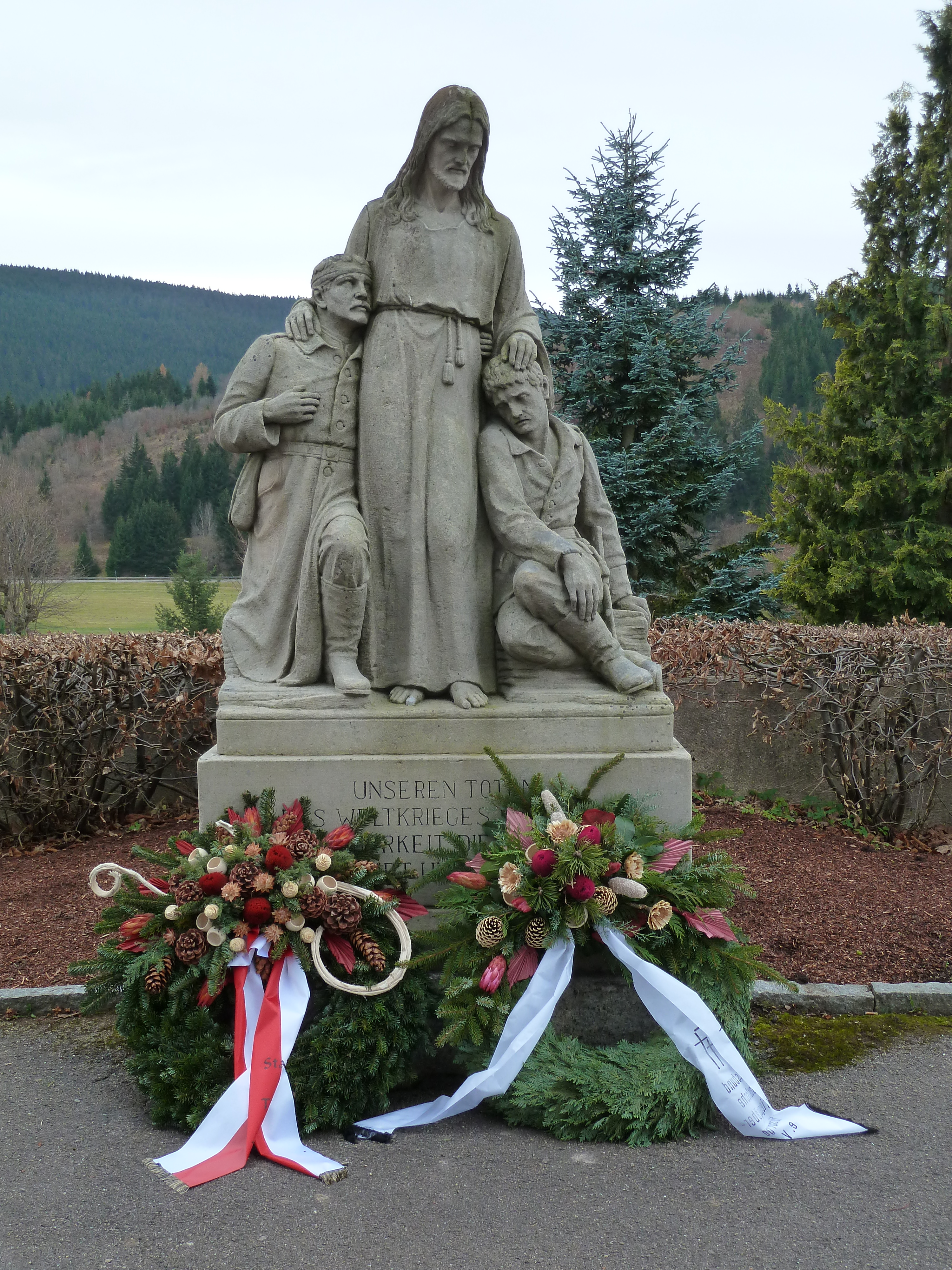
Kriegerdenkmal in Titisee-Neustadt

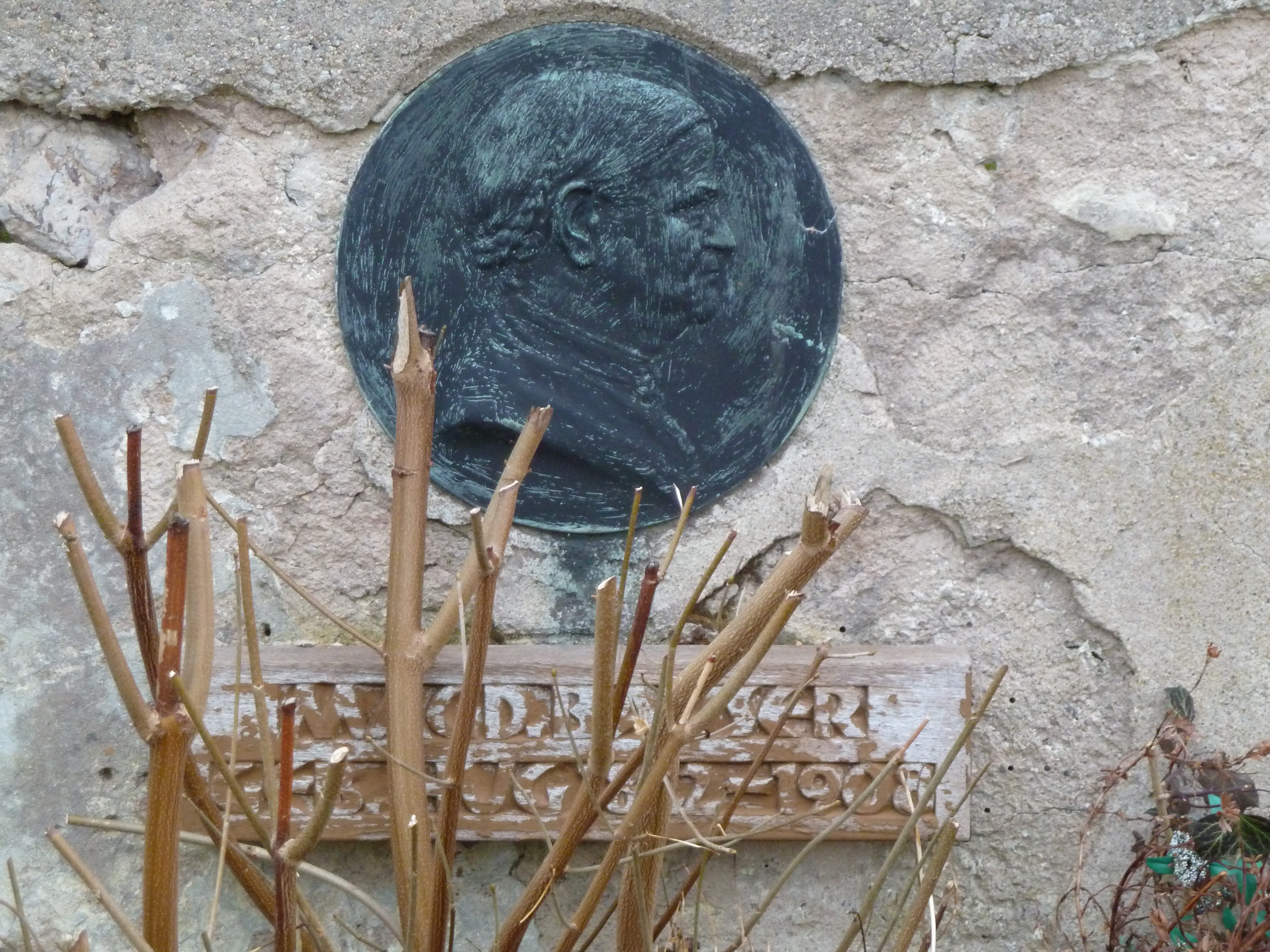
Bildnismedaillon seiner Mutter

Neben der Restaurierung der Schlösser in Heidelberg, Bruchsal und Rastatt, war Bauser im Großherzogtum Baden hauptsächlich mit Bauplastik betraut. Seine Werke in diesem Genre wurden in Karlsruhe vor dem Kunstverlag (1900) sowie dem Städtischen Krankenhaus (1903–1907) platziert.
Zum Jahr 1896 schuf er zusammen mit seinem Kollegen Ludwig Kleiber den Hengstbrunnen in Durlach. Dieser war von Hermann Götz zu Ehren von Christian Hengst entworfen worden, der den Vorläufer der späteren Freiwilligen Feuerwehr Durlach gegründet hatte. 1907 versah Bauser ebenfalls in Durlach im Auftrag des Bismarckvereins einen Granitfindling mit einer Reliefplatte Otto von Bismarcks. Die beschädigte Platte am Bismarckplatz wurde in den 1950er Jahren entfernt und erst im Jahr 2001 durch eine neue Version von Ulrich J. Sekinger ersetzt. 1927 schuf er eine Büste von Friedrich Ries (1878–1917), dem ehemaligen Leiter der Städtischen Gartendirektion Karlsruhe. Der Sockel des Denkmals im Stadtgarten stammte vom Architekten Friedrich Beichel (1875–1955). In den städtischen Sammlungen der Stadt findet sich zudem eine bronzene Statuette Johann Peter Hebels aus dem Jahr 1928. Eine Gips-Büste des Schriftstellers und Eisenbahningenieurs Albert Bürklin befindet sich in den Sammlungen des Karlsruher Stadtarchivs, ist jedoch nicht ausgestellt. Vor dem Mausoleum für Bürklins Familie auf dem Karlsruher Hauptfriedhof befinden sich zwei Sphingen, die ebenfalls von Bauser geschaffen wurden.
In Mannheim schuf er um 1900 Steinreliefs und Ornamente für das Hansahaus sowie von 1903 bis 1905 das Modell einer übergroßen Badenia für das ehemalige Bezirksamt (L6). Für das badische Boxberg fertigte Bauser ein Kriegerdenkmal sowie ein 1898 eingeweihtes Denkmal für Johann Jakob Astor in dessen Heimatstadt Walldorf.
Auf dem alten Neustädter Friedhof auf der Allmend gestaltete er 1928 gegenüber der Friedhofskapelle eine Gedenkanlage für die Opfer des Ersten Weltkriegs. Der Neustadt-Historiker Detlef Herbner schreibt ihm dort zudem die Bildnismedaillons seiner Eltern zu, die dort deren denkmalgeschützte Gräber zieren.

## Ausstellungen
- 1887: Kunstschmiedearbeiten in der Orangerie in Karlsruhe[5]
- 1906: Kunst und Kunstgewerbe im Markgräflichen Palais in Karlsruhe[5]
- 1913: Deutsche Kunstausstellung in Baden-Baden[5]

## Rezeption
„Die wenigen erhaltenen Arbeiten sind dem gemäßigten Naturalismus der Volz-Schule verpflichtet.“